# Miha ... in miška
Miha ... in miška je naslov književnega dela Eve Škofič Maurer. Izšla je pri založbi Karantanija leta 2009 v Ljubljani. Knjigo je ilustrirala Milanka Fabjančič.

## Vsebina
Zgodba pripoveduje o Mihu, ki nekega večera ni mogel zaspati, saj je tako močno grmelo. Od prestrašenosti je zacvilil, nekaj pa je kot odmev zacvililo nazaj. Kmalu je spoznal, da je bila miška. Bila je vsa premočena in lačna. Miha pa ni mogel zaspati, saj je ves čas škrebljala. Odpravil se je v kuhinjo in odlomil košček sira zanjo. Na polici za čevlje je vzel še desni topel mamin copat in se vrnil po stopnicah. Ko se je miška najedla je zlezla v copat, Miha pa v posteljo. Zaželela sta si lahko noč in zaspala. Od tiste noči je Miha zjutraj res dolgo spal in se zvečer zgodaj odpravil spat.

## Analiza
Pravljica govori o Mihu in miški, s katero sta se spoznala v Mihovi podstrešni sobi na deževen večer. Miha je miški priskočil na pomoč, ko je bila lačna in premočena.

## Liki
Glavno vlogo v zgodbi ima naslovni junak Miha, zelo pomembno vlogo pa ima tudi miška.